# Korptjärnen (Arvidsjaurs socken, Lappland, 726643-164056)
Korptjärnen är en sjö i Arvidsjaurs kommun i Lappland och ingår i Byskeälvens huvudavrinningsområde.